# Jože Zupančič (novinar)
Jože Zupančič, slovenski novinar, urednik in prevajalec, * 1. marec 1894, Zavrtače, † 29. julij 1969, Mali Lošinj.  

## Življenje in delo
Rodil se je očetu Antonu in materi Urši Zupančič. Zupančič je klasično gimnazijo obiskoval v Ljubljani (1907–1915), nato bil mobiliziran in poslan na fronto kot poročnik. Septembra 1915 se je predal Rusom, januarja 1916 odšel v Odeso, se vključil v srbsko divizijo prostovoljcev in se z njo oktobra udeležil bojev v Dobrudži, potem z drugimi disidenti izstopil iz srbske vojske. Z boljševiki se je umikal v Sibirijo, februarja 1920 stopil v rdečo armado, bil sprejet v KP in poslan v partijsko šolo v Omsk. Zaradi lažnih ovadb je bil iz partije izključen in 8 mesecev zaprt, konec 1921 izpuščen, spomladi 1922 je krenil proti domovini in se junija vrnil v Ljubljano. Pri časopisu Slovenski narod (SN) je prevzel uredništvo podlistka in kulturne rubrike (vmes 1922–1924 vpisal 4 semestre na Pravni faketi v Ljubljani), bil glavni urednik od 4. septembra 1925 do 15. septembra 1943, ko so ga zaradi sodelovanja z OF zaprli in odpeljali v Koncentracijsko taborišče Dachau. Po osvoboditvi je bil do upokojitve leta 1962 novinar pri raznih ljubljanskih časopisih, nazadnje pri Delu. 
Zupančič je bil je član Društva novinarjev Slovenije (dolga leta odbornik), Društva književnikov in prevajalcev Slovenije, Društva znanstvenih in tehniških prevajalcev Slovenije, katerega je bil tudi soustanovitelj.
Ob rednem časnikarskem delu je veliko prevajal iz srbohrvaščine, ruščine, češčine in nemščine tako publicistična kot literarna dela za potrebe SN (med drugim anonimno blizu 60 romanov za podlistek) in povojnega časopisja. 
Kot praktik z izostrenim jezikovnim čutom je vzgajal mlajše časnikarje, tudi z rubriko Jezikovno sito oz. Jezikovni kažipot (Novinar 1950–1, 1954–9). Članek O prevajanju iz ruščine je izšel posmrtno (Naši razgledi 1969). Svojo dolgo potovanje med 1. svetovno vojno in po njej je večkrat opisal. V času med obema vojnama si je prizadeval, da bi Višnja Gora z okolico turistično zaživela, bil pobudnik in glavni organizator gradnje doma na Polževem, ki pa je bil med vojno požgan.